# McClinton-Gletscher
Der McClinton-Gletscher ist ein Gletscher an der Walgreen-Küste des westantarktischen Marie-Byrd-Lands. Er fließt zwischen der Basis der Martin-Halbinsel und den Jenkins Heights in ostnordöstlicher Richtung zum Dotson-Schelfeis.
Der United States Geological Survey kartierte ihn anhand eigener Vermessungen und Luftaufnahmen der United States Navy aus den Jahren von 1959 bis 1967. Das Advisory Committee on Antarctic Names benannte ihn nach Racie A. McClinton Jr., Flugingenieur an Bord einer Lockheed C-130 der Flugstaffel VXE-6 bei neun Einsätzen während der Operation Deep Freeze des Jahres 1977.